# Дринска регата (Љубовија)
Туристичко-рекреативна манифестација „Дринска регата“ одржава се друге суботе месеца јула сваке године. Дринска регата први пут је одржана 2002. године. Оснивач јој је удружење „Дринска регата“ из Љубовије. Председник удружења је Зоран Војиновић, поморски капетан и командант Дринске регате. Регата се одржава на рути Рогачица — Горња Трешњица — Љубовија. Од 2002. до 2007. године ова приредба постаје веома популарна, као део развоја рекреативно пловног туризма на реци Дрини. Године 2006. у регати је учествовало 1080 пловила и преко 10.000 људи. У 2007. години ови рекорди су премашени. Последње две године промотер Дринске регате је спортски директор Ватерполо савеза Србије, Ненад Манојловић.

## Културно забавни програм
Регата је сваке године пропраћена културним и забавним програмом. 2011. године одржан је концерт Амадеус бенда, а млади глумци из Љубовије и Братунца су извели представе „Свети Георгије убива аждаху“ и „Сарајевска аудиција“. Регату прате и спортска дешавања, турнири у малом фудбалу и тенису. За 2012. годину најављен је концерт Мирослава Илића. Умјесто Мирослава Илића наступио је Маринко Роквић, а млади глумци су извели представу „Црни Груја и дизање устанка“.
- Млади глумци изводе представу „Сарајевска аудиција“